# Snaga (eksploziv)
Kod eksplozivnih materijala, snaga je parametar koji određuje sposobnost eksploziva da pokrene okolni materijal. Ona je povezana sa ukupnim oslobađanjem gasa tokom reakcije i količinom proizvedene toplote. Vidi: brizantnost.
Snaga ili potencijal eksploziva predstavlja ukupni rad koji može da obavi gas nastao eksplozijom, kada se adijabatski proširi sa početnog volumena, dok mu se pritisak ne smanji na atmosferski pritisak, a temperatura na 15 °C (59 °F; 288 K). Potencijal je, dakle, ukupna količina toplote oslobođena pri konstantnom zapreminu, kada se izrazi u ekvivalentnim radnim jedinicama, i predstavlja meru snage eksploziva.
Snaga eksploziva se meri, na primer, Trauzl testom u olovnom bloku.
Eksplozija može da se desi u dva osnovna uslova: prvi, kada je neograničena, kao na otvorenom, gde je pritisak (atmosferski) konstantan; drugi, kada je ograničena, kao u zatvorenoj komori gde je zapremina konstantna. Ista količina toplotne energije se oslobađa u oba slučaja, ali u neograničenoj eksploziji, određena količina se koristi kao radna energija za pomeranje okolnog vazduha i, samim tim, gubi se kao toplota. U ograničenoj eksploziji, gde je zapremina eksploziva mala (kao u barutnoj komori vatrenog oružja), praktično sva toplota eksplozije se zadržava kao korisna energija. Ako se izračuna količina oslobođene toplote pri konstantnoj zapremini pod adijabatskim uslovima i pretvori iz toplotnih u ekvivalentne radne jedinice, dobija se potencijal ili kapacitet za rad.
Dakle, ako:
Qmp predstavlja ukupnu količinu toplote oslobođenu od jednog mola eksploziva pri 15 °C (59 °F; 288 K) i konstantnom pritisku (atmosferskom);
Qmv predstavlja ukupnu toplotu oslobođenu od jednog mola eksploziva pri 15 °C (59 °F; 288 K) i konstantnoj zapremini; i
W predstavlja radnu energiju potrošenu na pomeranje okolnog vazduha u neograničenoj eksploziji, koja nije dostupna kao neto teorijska toplota;
Tada, zbog pretvaranja energije u rad u slučaju konstantnog pritiska,
Qmv = Qmp + W
Odavde se može odrediti vrednost Qmv. Nakon toga, potencijal jednog mola eksploziva može se izračunati. Koristeći ovu vrednost, potencijal za bilo koju drugu težinu eksploziva može se odrediti prostom proporcijom.
Koristeći princip početnog i krajnjeg stanja i tabelu toplote formiranja (dobijenu eksperimentalnim podacima), oslobođena toplota pri konstantnom pritisku može se lako izračunati.
m n
Qmp = viQfi - vkQfk
1 1
gde su:
Qfi = toplota formiranja proizvoda i pri konstantnom pritisku,
Qfk = toplota formiranja reaktanata k pri konstantnom pritisku,
v = broj molova svakog proizvoda/reaktanata (m je broj proizvoda, a n je broj reaktanata).
Radna energija koju troše gasoviti proizvodi detonacije izražena je kao:
W = P dv
Sa konstantnim pritiskom i zanemarljivim početnim volumenom, ovaj izraz se svodi na:
W = P·V2
Pošto se toplote formiranja izračunavaju za standardni atmosferski pritisak (101 325 Pa, gde je 1 Pa = 1 N/m²) i temperaturu od 15 °C (59 °F; 288 K), V2 predstavlja zapreminu koju zauzimaju gasoviti produkti pod ovim uslovima. U ovom trenutku,
W/mol = (101 325 N/m2)(23.63 L/mol)(1 m3/1000 L) = 2394 N·m/mol = 2394 J/mol
i primenom odgovarajućih faktora konverzije, rad se može pretvoriti u jedinice kilokalorija.
W/mol = 0.572 kcal/mol
Kada se hemijska reakcija izbalansira, može se izračunati zapremina proizvedenog gasa i rad ekspanzije. Kada se ovo završi, mogu se izvršiti proračuni potrebni za određivanje potencijala.
Za TNT:
C6H2(NO2)3CH3 → 6CO + 2.5H2 + 1.5N2 + C
za 10 molova.
Zatim:
Qmp = 6(26.43) – 16.5 = 142.08 kcal/mol
Napomena: Elementi u svom prirodnom stanju (H2, O2, N2, C, itd.) koriste se kao osnova za tabele toplote formiranja i njima se dodeljuje vrednost nula. Pogledajte tabelu 12-2.
Qmv = 142.08 + 0.572(10) = 147.8 kcal/mol
Kao što je već pomenuto, Qmv, kada se pretvori u ekvivalentne radne jedinice, predstavlja potencijal eksploziva. (MW = molekulska težina eksploziva).
Potencijal = Qmv kcal/mol × 4185 J/kcal × 103 g/kg × 1 mol/(mol·g)
Potencijal = Qmv (4.185 × 106) J/(mol·kg)
Za TNT,
Potencijal = 147.8 (4.185 × 106)/227.1 = 2.72 × 106 J/kg
Umesto da se tabelišu tako veliki brojevi, u oblasti eksploziva TNT se uzima kao standardni eksploziv, a drugi eksplozivi se procenjuju prema snazi relativno u odnosu na TNT. Potencijal TNT-a je izračunat na 2,72 × 10⁶ J/kg. Relativna snaga (RS) može se izraziti kao:
R.S. = Potencijal eksploziva/(2.72 × 106)

## Karakteristike
Eksplozivna snaga je izraz koji se koristi za opisivanje razorne moći eksploziva. Često se izražava kao TNT ekvivalent. Korektivni faktori uzimaju u obzir različitu brizantnost. Na primer, energetska gustina drveta je četiri puta veća od one kod TNT-a, ali brzina reakcije je izuzetno mala.
Što su razlike u pritisku u vazduhu koje izaziva eksplozija veće, to se očekuju veća oštećenja:
- 3 mbar: Nivo zvučnog pritiska veći od granice bola od 140 dB
- 10 mbar: Oštećenja na staklima prozora
- 35–70 mbar: Pucanje prozorskih stakala
- 50 mbar: Gornja granica za reverzibilna oštećenja kod živih bića
- 70 mbar: Oštećenja na kućama
- 140 mbar: Rušenje krovova
- 170 mbar: Pucanje bubnih opni kod 1% izloženih osoba
- 200 mbar: Teška oštećenja na čeličnim konstrukcijama (neboderima)
- 490 mbar: Prevrtanje automobila
- 700 mbar: Rušenje stambenih zgrada, pucanje pluća
- 1400 mbar: Potpuno uništenje
- 2000 mbar: Smrt zbog direktnog dejstva pritiska kod 99% pogođenih.

Procena dometa s eksplozije sa eksplozivnom snagom M, pri kojoj se još uvek može izmeriti razlika u pritisku P, vrši se prema sledećoj formuli:
{\displaystyle s(P)=M^{\frac {1}{3}}\cdot \exp \left(0{,}9267-0{,}5112\cdot \ln(P)+0{,}0398\cdot (\ln(P))^{2}\right)}
gde je:
- s = domet u metrima
- P = razlika u pritisku u barima
- M = TNT ekvivalent mase u kilogramima.

Na primer, 10 tona TNT-a stvara u radijusu od oko 100 m razliku u pritisku veću od 350 mbar. 1 kg TNT-a devastira oblast u radijusu od oko 5 m/s razlikom u pritisku većom od 280 mbar. Atomska bomba Little Boy, bačena na Hirošimu 1945. godine, imala je eksplozivnu snagu od 13.000 tona TNT-a. Najveća eksplozija izazvana od strane čoveka, uzrokovana car bombom, imala je eksplozivnu snagu od 57 miliona tona TNT-a.
Primer tipične ruske bojeve glave od 550 kilotona:
- Radijus vatrene lopte: 0,99 km (3,07 km²) - sve gori ili se topi
- Talas pritiska od 20 PSI: 1,78 km (9,99 km²) - sve zgrade potpuno uništene
- Radijus radijacije (500 rem): 2,32 km (16,9 km²) - između 50 i 90% smrtnih slučajeva kod živih bića
- Talas pritiska od 5 PSI: 3,75 km (44,2 km²) - većina običnih građevina uništena
- Toplotno zračenje za opekotine trećeg stepena: 8,24 km (213 km²)

## Merenje fugasnosti
Tačno određivanje stvarne efikasnosti eksploziva povezano je sa tehničkim poteškoćama, pa se fugasnost obično određuje i izražava u relativnim jedinicama u poređenju sa standardnim eksplozivnim materijalima (uglavnom kristalnim trotilom).
Postoji nekoliko metoda za određivanje fugasnosti.
Najjednostavniji i najrasprostranjeniji način je Trauzl test.  Ova metoda se koristi u Ruskoj Federaciji za industrijske eksplozive kao standardna procedura prema GOST 4546-81. Testiranje se sprovodi detoniranjem punjenja mase od 10 grama postavljenog unutar olovnog cilindra (koji se često naziva Trauzlova bomba). Pre i posle detonacije punjenja meri se zapremina šupljine unutar cilindra. Razlika između ovih zapremina, uzimajući u obzir uticaj temperature i detonatorske kapisle, upoređuje se sa rezultatima testiranja kristalnog trotila.
Takođe, fugasnost se može odrediti merenjem rada eksplozije pomoću balističkog klatna.

## Uporedna fugasnost nekih eksplozivnih materijala
| Eksplozivna materija           | Fugasnost, cm³ | TNT ekvivalent |
| ------------------------------ | -------------- | -------------- |
| Kristalni trotil               | 285 ± 7        | 1              |
| Ammonit br. 6ŽV                | 365            | 1,3            |
| Amonal                         | 400            | 1,4            |
| Presovani skalni ammonit br. 1 | 450–460        | 1,6            |
| Heksogen                       | 480            | 1,7            |
| Nitroglicerin                  | 550            | 1,9            |
| Etilen glikol dinitrat         | 650            | 2,3            |

## Fugasno dejstvo eksplozije
Na primer, prilikom eksplozije avionske bombe FAB-250 (masa eksploziva 70–100 kg), fugasno dejstvo stvara prekomerni pritisak od 10 atmosfera na udaljenosti od 6 metara, pri čemu brzina talasa iznosi oko 1000 m/s, što može da uništi zid od opeke debljine 0,5 metara, a takođe je smrtonosno za čoveka. Na udaljenosti od 14 metara, prekomerni pritisak dostiže oko 1 atmosferu, a brzina talasa je 460 m/s. To je opasno po život čoveka i može zahtevati hospitalizaciju.
Prilikom eksplozije termobaričkih projektila (etilen oksid) zapremine 33 litra, udarni talas stvara prekomerni pritisak od 20 atmosfera. Isti pritisak nastaje pri eksploziji 250 kg TNT-a na udaljenosti od 8 metara. Na distanci od 3–4 radijusa (odnosno 20–30 metara), prekomerni pritisak iznosi 1 atmosferu, što je dovoljno za uništenje aviona.

### Izračunavanje radijusa uništenja nuklearnih eksplozija
Za izračunavanje radijusa uništenja nuklearnih eksplozija koristi se sledeća formula:
{\displaystyle R=C\times {\sqrt[{3}]{X}}},
gde je:
- R — radijus u kilometrima,
- X — jačina eksploziva u kilotonama,
- C — koeficijent prekomernog pritiska.

Za prekomerni pritisak od 0,204 atmosfere, C = 1; za prekomerni pritisak od 1,361 atmosfere, C = 0,28. .
Vidi premer: RDS-1.

## Spoljašnje veze
- Artikel der nationalen Koordinationsstelle für Katastrophenhilfe der USA (FEMA) (PDF; 1,4 MB)